# Mesa de transferencia

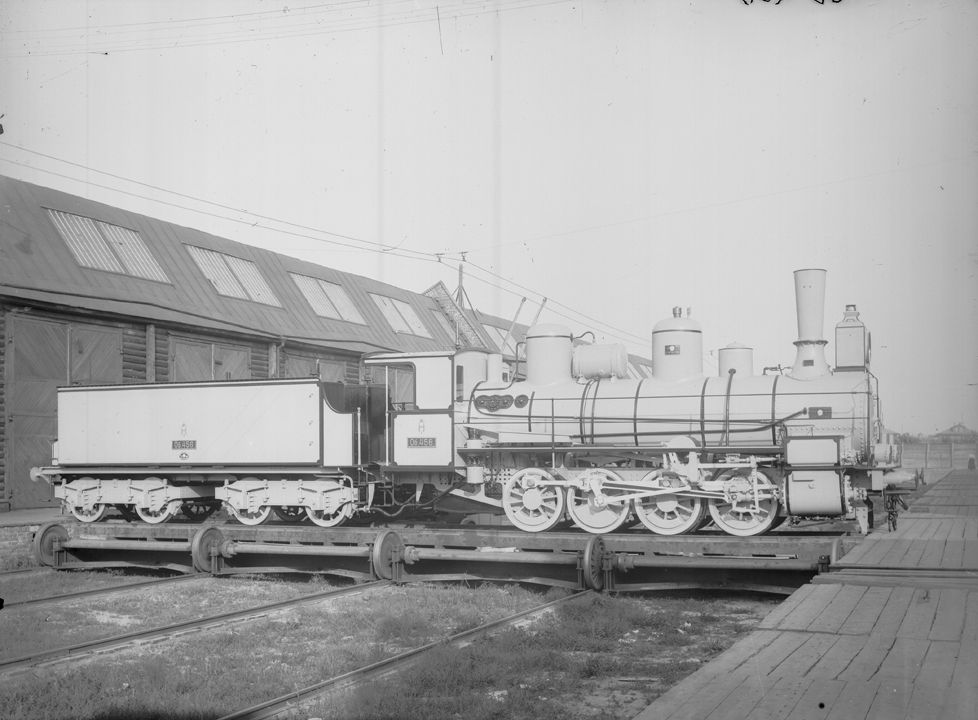
Una locomotora de vapor en un transeúnte en Rusia en 1911.

Una mesa de transferencia es un equipamiento ferroviario. Es similar en función a la mesa giratoria, aunque no se puede usar para dar vuelta el material rodante.

## Descripción
Una mesa de transferencia consiste de una vía simple que puede moverse de lado a lado, en dirección perpendicular a dicha vía. A menudo hay múltiples vías en un lado de la mesa y una o varias en el otro.

## Usos

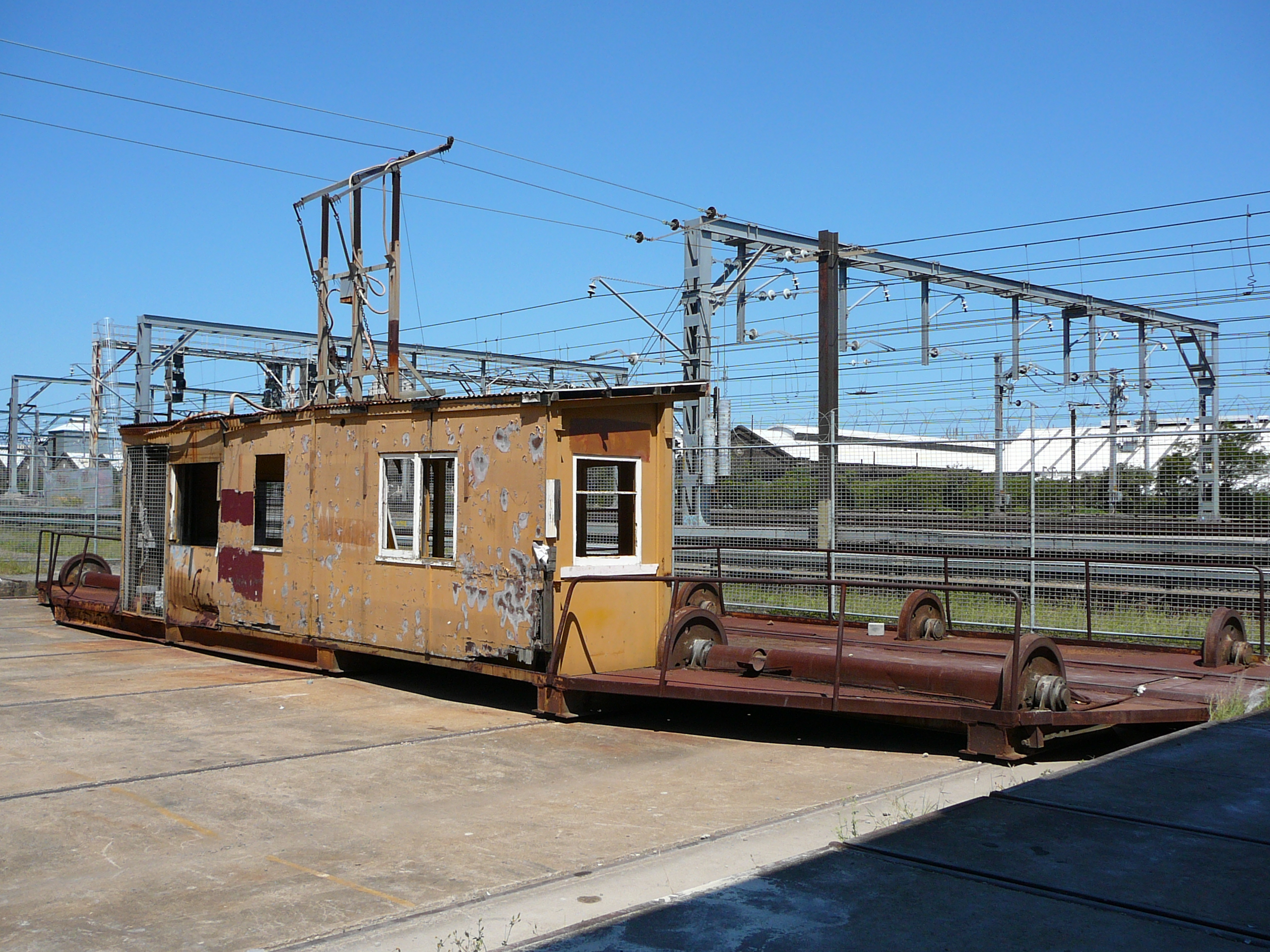
Travesera en desuso fuera de los antiguos talleres de transporte de Eveleigh en Australia.

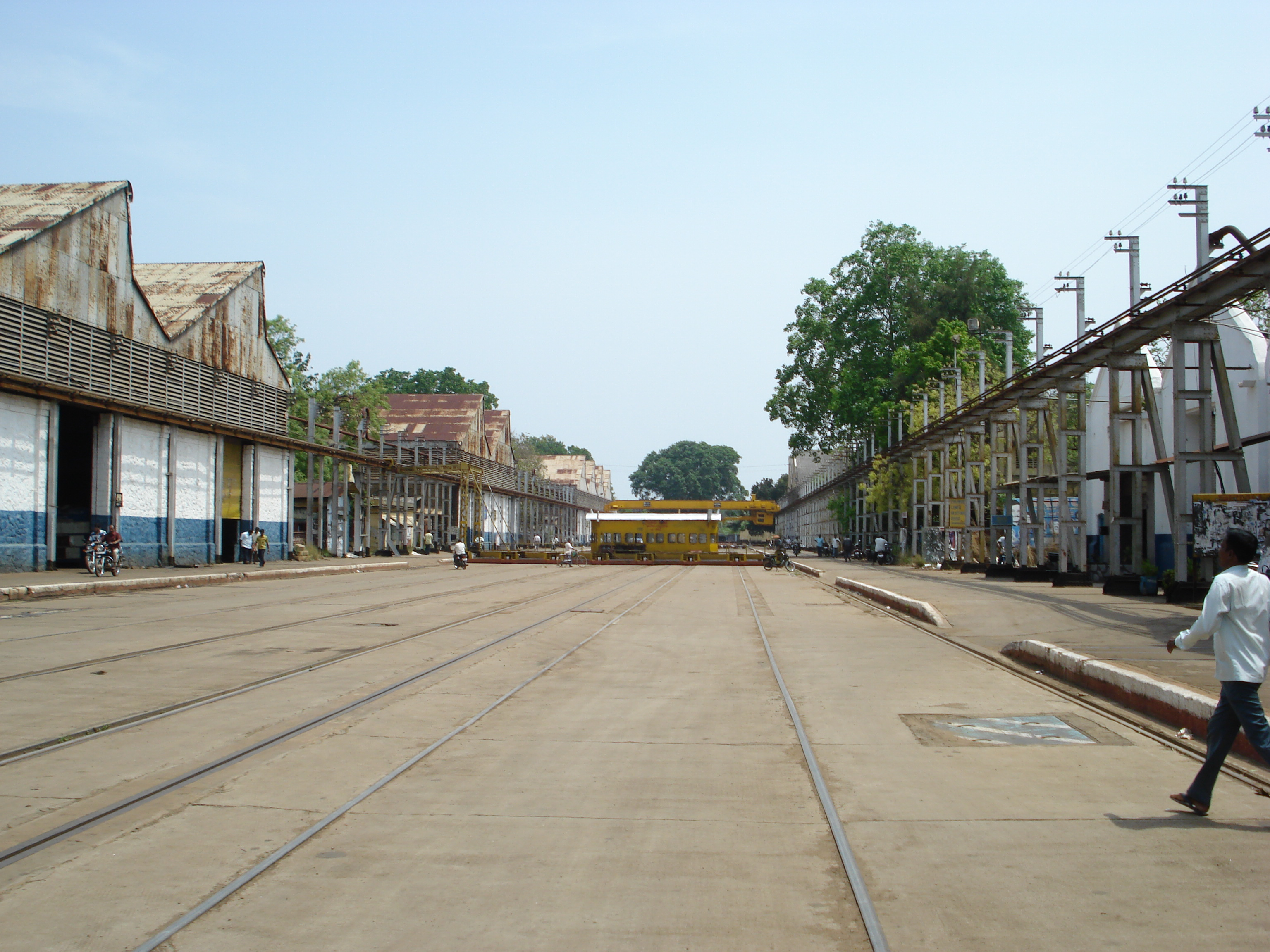
Un transeúnte dentro del taller de Golden Rock Railway en India.

### Playa de maniobras
A menudo se encuentran en playas de maniobras con talleres para mantenimiento de locomotoras. La mesa permite que un taller con múltiples puestos para locomotoras o vagones sea atendido por una sola vía, sin la necesidad de cambios de vía que ocuparían un área mucho más grande.